# 若松孝旺
若松 孝旺（わかまつ たかお、1937年（昭和12年） - ）は、日本の防災工学者。

## 経歴
埼玉県に生まれる。1965年（昭和40年）東京大学大学院数物系研究科建築学専攻博士課程を修了し、同大学工学部助手を経て建設省建築研究所に入所する。1971年（昭和46年）防火研究室長、1981年（昭和56年）第五研究部長を経て、1987年（昭和62年）退官し、東京理科大学理工学部建築学科教授となった。その後、1997年（平成9年）総合研究所火災科学研究部門長を経て、2003年（平成15年）火災科学研究センター長兼同大学院理工学研究科建築学専攻教授に就任した。1998年（平成10年）日本防災研究所を創業し代表を務めた。
建築研究所時代より火災を合理的に評価する手法の研究に取り組み、二層ゾーンモデルの原型である煙流動性状予測モデルを発案した。